# پل او. هاستینگ
پل او. هاستینگ (به انگلیسی: Paul O. Husting) سناتور سابق عضو حزب دموکرات ایالات متحده آمریکا بود. وی در سال ۱۹۱۵ تا ۱۹۱۷ میلادی سناتور ایالت ویسکانسین در سنای ایالات متحده آمریکا بود.